# Pawel Wiktorowitsch Pogrebnjak
Pawel Wiktorowitsch Pogrebnjak (russisch Па́вел Ви́кторович Погребня́к, englisch Pavel Viktorovich Pogrebnyak; * 8. November 1983 in Moskau) ist ein russischer Fußballspieler.

## Karriere

### Verein
Pogrebnjak begann seine Karriere bei Spartak Moskau, nach seinem Debüt in der Premjer-Liga 2002 wurde er für die Saison 2003 an den Zweitligisten Baltika Kaliningrad ausgeliehen, in seiner ersten vollständigen Profispielzeit gehörte er mit 15 Treffern zu den Top 10 der zweiten russischen Liga. 2004 kam er in der ersten Saisonhälfte regelmäßig für Spartak in der Premjer-Liga zum Einsatz, wurde aber im Sommer für den Rest der Saison wieder in die 2. Liga ausgeliehen, diesmal an den FK Chimki. Auch 2005 wurde er aus dem Kader von Spartak aussortiert, diesmal jedoch an einen Erstligisten – Schinnik Jaroslawl – ausgeliehen, seine Leistung dort war mit nur vier Toren recht bescheiden; als Pogrebnjak nach dieser Saison bei Spartak kein Stammplatz winkte, verließ er den Verein im Streit um zu Tom Tomsk zu gehen.
Bei Tom Tomsk gelang ihm der endgültige Durchbruch; mit 13 Toren wurde er drittbester Torschütze der russischen Liga und zudem im Sommer nach der WM 2006 in den Kader der Nationalmannschaft berufen.
Zur Saison 2007 wechselte er zu Zenit St. Petersburg, wo er mit Andrei Arschawin ein erfolgreiches Sturmduo bildete, das mit zusammen 21 Treffern Zenit zum ersten Meistertitel seit 1984 schoss, mit je einem Tor beider Stürmer gewann Zenit 2008 dann auch den russischen Supercup.
Pogrebnjak wurde durch seine zahlreichen Tore im UEFA-Pokal der Saison 2007/08 international bekannt – ihm gelangen wie dem Münchener Toni zehn Treffer im Wettbewerb – insbesondere in den ersten beiden KO-Runden machte er auf sich aufmerksam: gegen den FC Villarreal schoss er in Hin- und Rückspiel das jeweils einzige Tor für Zenit, gegen Olympique Marseille war er wieder der beherrschende Spieler des Rückspiels in St. Petersburg und erzielte beide Tore zum 2:0-Sieg und ermöglichte Zenit damit den Viertelfinaleinzug. Er konnte am Ende der Saison 2007/08 mit Zenit im Finale gegen die Glasgow Rangers den UEFA-Pokal gewinnen.

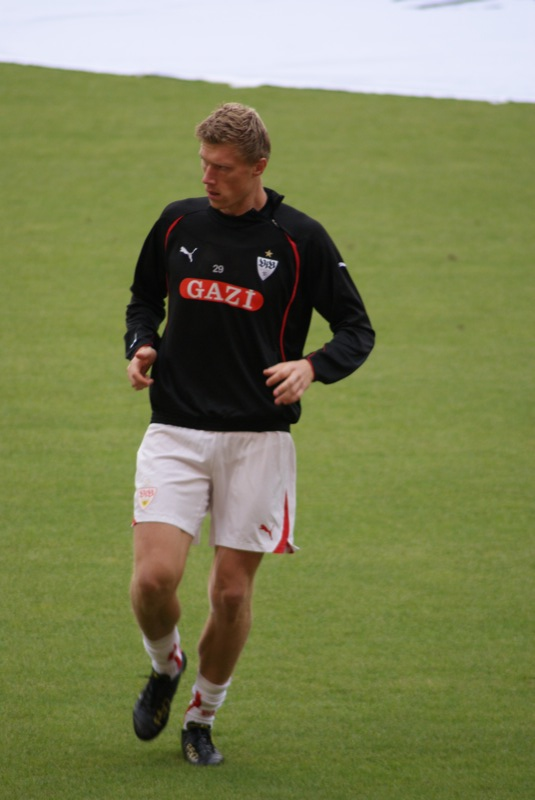
Pawel Pogrebnjak beim VfB Stuttgart im August 2010

Am 1. August 2009 wechselte Pogrebnjak für ca. 4,5 Millionen Euro zum VfB Stuttgart. Er unterzeichnete beim VfB einen Vertrag bis Juni 2012. Sein erstes Bundesligator schoss er am 15. August 2009 beim 4:2-Heimsieg gegen den SC Freiburg. Seinen ersten Dreierpack für den VfB erzielte der Russe am 4. Spieltag der Saison 2010/11 beim 7:0-Heimsieg gegen Borussia Mönchengladbach. Am 11. Januar 2012 gab der VfB Stuttgart bekannt, dass der auslaufende Vertrag zum 30. Juni 2012 nicht verlängert wird.
Am 31. Januar 2012 wechselte Pawel Pogrebnjak zum FC Fulham. Bei seinem Debüt in der Premier League am 11. Februar 2012 leitete Pogrebnjak mit dem Führungstreffer Fulhams 2:1-Heimsieg gegen Stoke City ein. Nachdem er in seinem zweiten Ligaspiel in England beim 1:0-Auswärtssieg gegen die Queens Park Rangers erneut vor dem Tor erfolgreich war, kam Pogrebnjak nach einem Dreierpack in seinem dritten Spiel für Fulham gegen die Wolverhampton Wanderers am 4. März 2012 bereits auf fünf Saisontore in der Premier League, und wurde von den Fulham-Anhängern schon als „The Pog“ gefeiert.
Zur Saison 2012/13 wechselte er innerhalb der Liga zum FC Reading. Ab 2015 stand der Stürmer wieder in seiner Heimat beim FK Dynamo Moskau unter Vertrag. 2018 spielte er beim FK Tosno, nach dessen Auflösung wechselte er zu Ural Jekaterinburg, wo er bis zum Sommer 2021 blieb.

### Geldstrafe wegen Kritik an der Ari-Nominierung
In einem Interview mit der Tageszeitung Komsomolskaja Prawda im März 2019 kritisierte Pogrebnjak die Berufung des in Brasilien geborenen Stürmers Ari vom FK Krasnodar für die Sbornaja: „Es ist lächerlich, wenn ein schwarzer Spieler für das russische Nationalteam spielt. …Ich bin gegen Einbürgerungen. Das braucht es nicht. Ich verstehe nicht, warum Ari einen russischen Pass bekommen hat.“ Nach der Aussage verurteilte ihn der russische Verband zu einer Geldstrafe über 250.000 Rubel und einer Bewährungsstrafe. Sollte er sich erneut rassistisch äußern, würde Pogrebnjak für den Rest der Saison für alle russischen Wettbewerbe gesperrt. Pogrebnjak entschuldigte sich und erklärte, dass er keinen Einspruch gegen das Urteil einlegen werde.

### Nationalmannschaft
Pogrebnjak gelang in seinem ersten Einsatz für die russische Auswahl im August 2006 der Siegtreffer zum 1:0 gegen Lettland, kam aber 2007 lediglich bei einem von acht Pflichtspielen zum Einsatz, dem blamabelen 1:2 gegen Israel. Obwohl er trotz des Fehlens der beiden Stammstürmer Arschawin (Sperre) und Syrjanow (Verletzung) nicht für die ersten beiden Vorbereitungsspiele 2008 aufgestellt wurde und es zudem im erweiterten Kader der russischen Auswahl zwei bis drei gleichartige Mittelstürmer gibt, wurde Pogrebnjak in den russischen Kader für die EURO 2008 berufen, verletzte sich aber kurz vor Beginn des Wettbewerbs in einem Vorbereitungsspiel so schwer, dass er für das Turnier ausfiel und im Kader durch Oleg Iwanow ersetzt wurde. Seit 2012 wurde er nicht mehr berücksichtigt.

## Erfolge als Spieler
- UEFA-Pokal 2008
- UEFA-Superpokal: 2008
- Russischer Meister 2007

## Privates
Pawel Pogrebnjak hat zwei jüngere Brüder, ist verheiratet und hat drei Kinder.